# デヴィッド・ギルモア
デヴィッド・ギルモア（David Gilmour, CBE、1946年3月6日- ）は、イングランドのミュージシャン、ギタリストで、ピンク・フロイドのメンバーの一人。デイヴ・ギルモア (Dave Gilmour) とも呼ばれる。
ピンク・フロイドのオリジナルメンバーではなかったが、シド・バレットとは同い年で、学生時代からの知り合いである。1968年にバレットと入れ替わるような形で正式メンバーとして加入。バンドを支えるギター・プレイやボーカルで活躍する。ロジャー・ウォーターズの脱退後はバンドのリーダーとなった。身長183cm。
ストラトキャスターを主に使用するギタリストとして知られる。
「ローリング・ストーンの選ぶ歴史上最も偉大な100人のギタリスト」において2003年は第82位、2011年の改訂版では第14位。
アメリカ出身のギタリストであるデヴィッド・ギルモア(David Gilmore)とは別人。

## 経歴

### ピンク・フロイド加入前
ケンブリッジ大学で動物学の講師をしていた父と教師の母のもとにイングランドのケンブリッジで生まれる。幼少の頃からギターを弾き始め、10代後半で様々なローカル・バンドで活躍するセッション・ミュージシャンとなる。
その頃、既にプロ・デビューしていたピンク・フロイドのシド・バレットが、過剰なLSD摂取により活動続行が困難な状況になっていた。そこで代わりのギタリストを捜さなければならなくなり、旧友のギルモアに白羽の矢が立てられることとなった。ギルモアは当時、ジョーカーズ・ワイルドというバンドで活動していたが、行き詰まりを見せていたため、既にプロ・デビューを済ませヒット曲も持っているピンク・フロイドへの加入を快諾し、1968年にその一員となった。

### ピンク・フロイド加入後

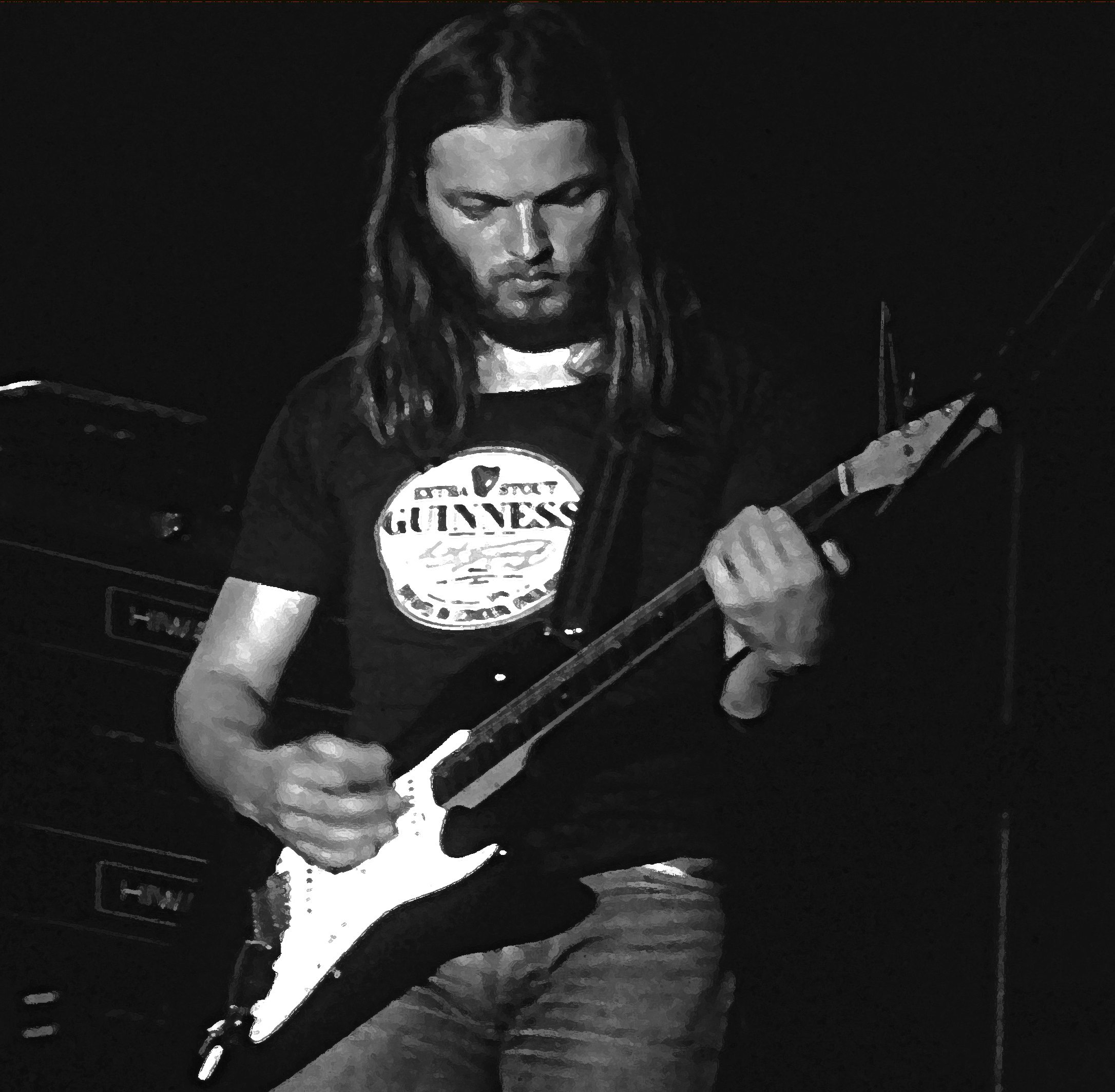
1970年代

当初の予定では、バレットは曲作りやレコーディングで活動してもらい、ギルモアはライブやメディア出演での活動を行うように考えていた（ザ・ビーチ・ボーイズのブライアン・ウィルソンとブルース・ジョンストンのような形にしようとしていた）。しかし、バレットの症状はあまりにも酷く、バンドからの脱退（実質は解雇）を余儀なくされる。
バレット脱退後のバンドは、ロジャー・ウォーターズが作詞・作曲を手掛け、ギルモアはギタリスト兼ボーカリストとして活躍。最初にリード・ボーカルを担当したのがシングル曲「夢に消えるジュリア」だった。サウンド面では『神秘』や『原子心母』のアイデアを提供している。
ギタリストとしては、派手なプレイは少ないものの、緻密な音作りによって叙情的で美しい独特のサウンドを生み出し、高い評価を得ている。ブルージーかつ浮遊感のあるギルモアのバッキングは、フロイド・サウンドの代名詞ともいえる存在である。また、「コンフォタブリー・ナム」「タイム」「マネー」などでのギターソロはロック史に残るプレイとして名高い。
1969年の発表の『ウマグマ』で作詞に苦労し、ウォーターズにアドバイスを求めるも拒否されている。1970年発表の『原子心母』では「デブでよろよろの太陽」を、1972年発表の『雲の影』では「大人への躍動」をそれぞれ作詞作曲。それ以降、バンド内ではウォーターズが1986年に脱退するまですべての作詞を担当したため、ギルモアはまったく歌詞を書いていない。ウォーターズ脱退後はバンドのリーダーとなったが、作詞においては小説家であるポリー・サムソン等外部からの協力を仰いでいる。

### ソロとしての経歴

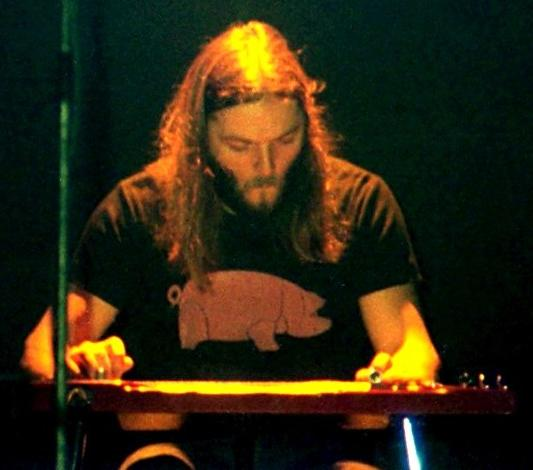
ドイツ・フランクフルトでのピンク・フロイドのライブでラップ・スティール・ギターを演奏するギルモア（1977年2月26日）

ギルモアは、ピンク・フロイドのメンバーの中でも、最も外部ミュージシャンとの親交を多く持ち、グループ外での音楽活動も活発に行っている。

#### 1970年代
ケイト・ブッシュの兄を介して無名時代のケイト・ブッシュを知り、デモテープ製作等を支援。その後の彼女のアルバムにも幾つか参加している。
1978年、初のソロ・アルバム『デヴィッド・ギルモア』を発表。ピンク・フロイドの他のメンバーに先駆け、最初のソロ・アルバム発表となった。ピンク・フロイド加入前のバンド時代のメンバーと制作した。このソロ・プロジェクト時に思いつき、後にバンドで生かされたのが『ザ・ウォール』収録の「コンフォタブリー・ナム」である。

#### 1980年代

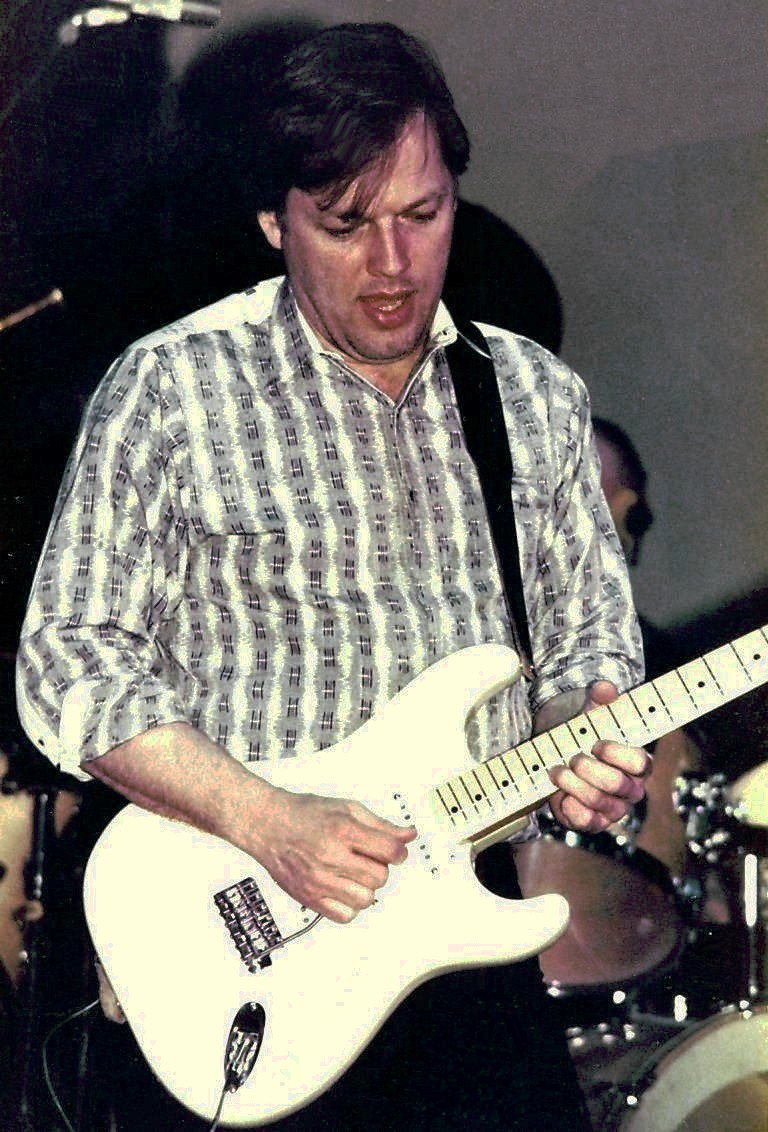
『狂気のプロフィール』ライブ・ツアー (1984年)

1984年、アルバム『狂気のプロフィール』を発表。ディープ・パープルのジョン・ロード、ザ・フーのピート・タウンゼント、スティーヴ・ウィンウッドらが参加する。直後にソロ名義として初のツアーを行っている。ロンドン公演の模様はビデオ作品『David Gilmour』（※日本未発表）に収められている。またポール・マッカートニーの「ひとりぽっちのロンリー・ナイト」に参加し、印象的なギターソロを弾いている。
1985年、ブライアン・フェリーのアルバム『ボーイズ・アンド・ガールズ』に参加し、ライヴ・エイドにフェリーのバンド・メンバーとして出演する。ピンク・フロイドは活動停止中だったため、メンバーでは唯一の出演となった。
1987年、ウォーターズ脱退後初となるピンク・フロイドのアルバム『鬱』を発表し、世界的なヒットを記録する。以降は、再始動したピンク・フロイドのリーダーとしてバンドを率い、ベースやキーボードなども演奏している。また、いくつかの共作を除いては、ほとんどの楽曲制作を行っている。
1989年、「ロック・エイド・アルメニア・チャリティー」で、キース・エマーソン、ブライアン・メイ、トニー・アイオミ、リッチー・ブラックモア、ポール・ロジャースらとの競演を果たしている。

#### 1990年代
1994年、7年振りとなるピンク・フロイドの新作『対』を発表、プロデュースも担当している。アルバム発売後には大規模なワールド・ツアーを開催する。また、本作で作詞を手掛けたポリー・サムスンと後に結婚(共に再婚)している。
1996年、イギリスで行われた「プリンス・トラスト」にて、ザ・フーの『四重人格』のステージの1曲にリード・ボーカルとギターで参加。
1999年には、ポール・マッカートニーのバンド・メンバーとして、ミック・グリーン、デイヴ・マタックス、イアン・ペイス（ディープ・パープル）などと共にアルバム『ラン・デヴィル・ラン』のレコーディング及び同時期に行われたツアーに参加する。
1990年代はピンク・フロイドやソロの活動よりも、他のアーティストのレコーディング参加やプロデュース業に多くの時間が割かれている。

#### 2000年代

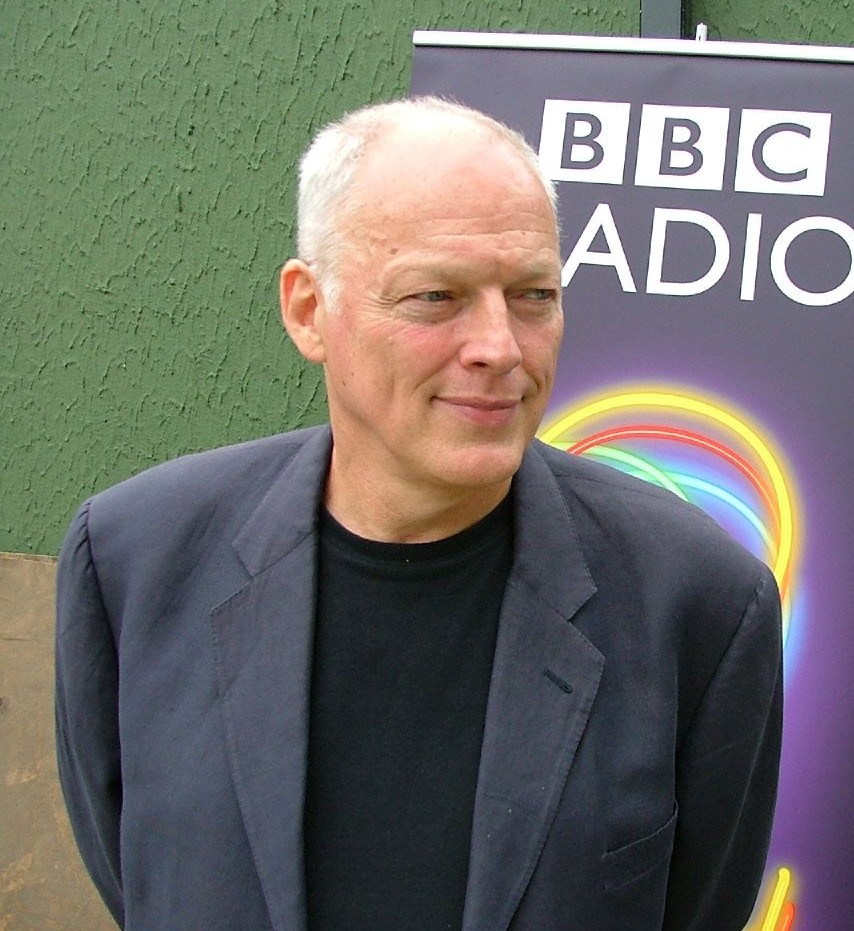
「LIVE 8」に出席するギルモア（2005年7月）

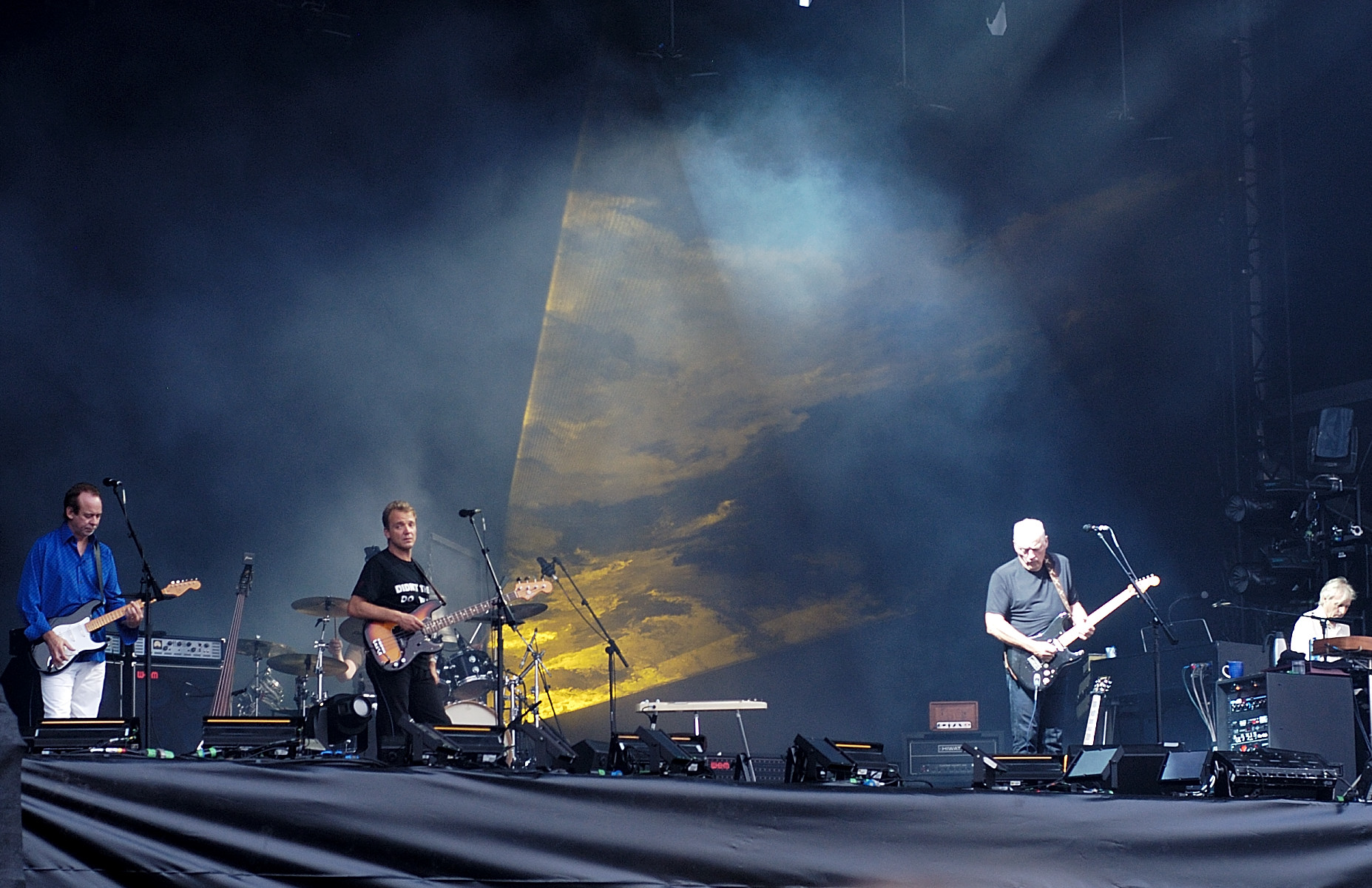
『オン・アン・アイランド』ライブ・ツアー (2006年)

2001年6月にロンドンのロイヤル・フェスティヴァル・ホールにてアコースティック中心のライブを行う。この模様はDVD『イン・コンサート』に収録されている。
同じくアコースティック中心での内容で、翌2002年初頭にヨーロッパ・ツアーも行う。2002年のツアーにはピンク・フロイドのリチャード・ライトが参加している。公演によっては、ゲストとしてボブ・ゲルドフやケイト・ブッシュも参加した。
2003年、これまでの音楽活動やチャリティー活動の功績が認められ、CBE（上級勲爵士）を授けられている。
2005年7月2日、アフリカ貧困撲滅チャリティー・イベント「LIVE 8」で黄金期のメンバー4人が集まり、ピンク・フロイドとして一夜限りの再結成を果たす。
2006年、22年振りとなる新作『オン・アン・アイランド』を発表し、ソロとしては初の全英1位を獲得した。アルバム発売後、ソロ名義でのヨーロッパ・アメリカツアーを行っている。このツアーにも2002年と同様、リチャード・ライトが参加している他、2006年5月31日のロンドン公演ではニック・メイスンの飛び入りも実現している。しかし、依然としてピンク・フロイド再始動に関しては否定的である。このツアーの模様は、5月に行われたロイヤル・アルバート・ホールの公演を収めたDVD『覇響』（2007年）、8月に行われたグダニスク公演を収めたCD『Live in Gdansk』（2008年）にて発表されている。
2008年6月15日、「原子心母」のオーケストラ・アレンジを務めた前衛音楽家ロン・ギーシン主催の「Atom Heart Mother」と題されたロンドンでのコンサートにゲスト出演。このコンサートは6月14日から28日まで行われたチェルシー・フェスティバルの一環として開催され、「Atom Heart Mother」と題されたスペシャル・ライブは6月14日と15日の2日間行われた。ギルモアは2日目の15日のライブのみに出演。ギルモアは10名のブラス奏者、地元合唱団、チェロ奏者のキャロライン・デイル、イタリアのフロイドのコピーバンドのマン・フロイド、そしてロン・ギーシンと共に「原子心母」を演奏した。

#### 2010年代

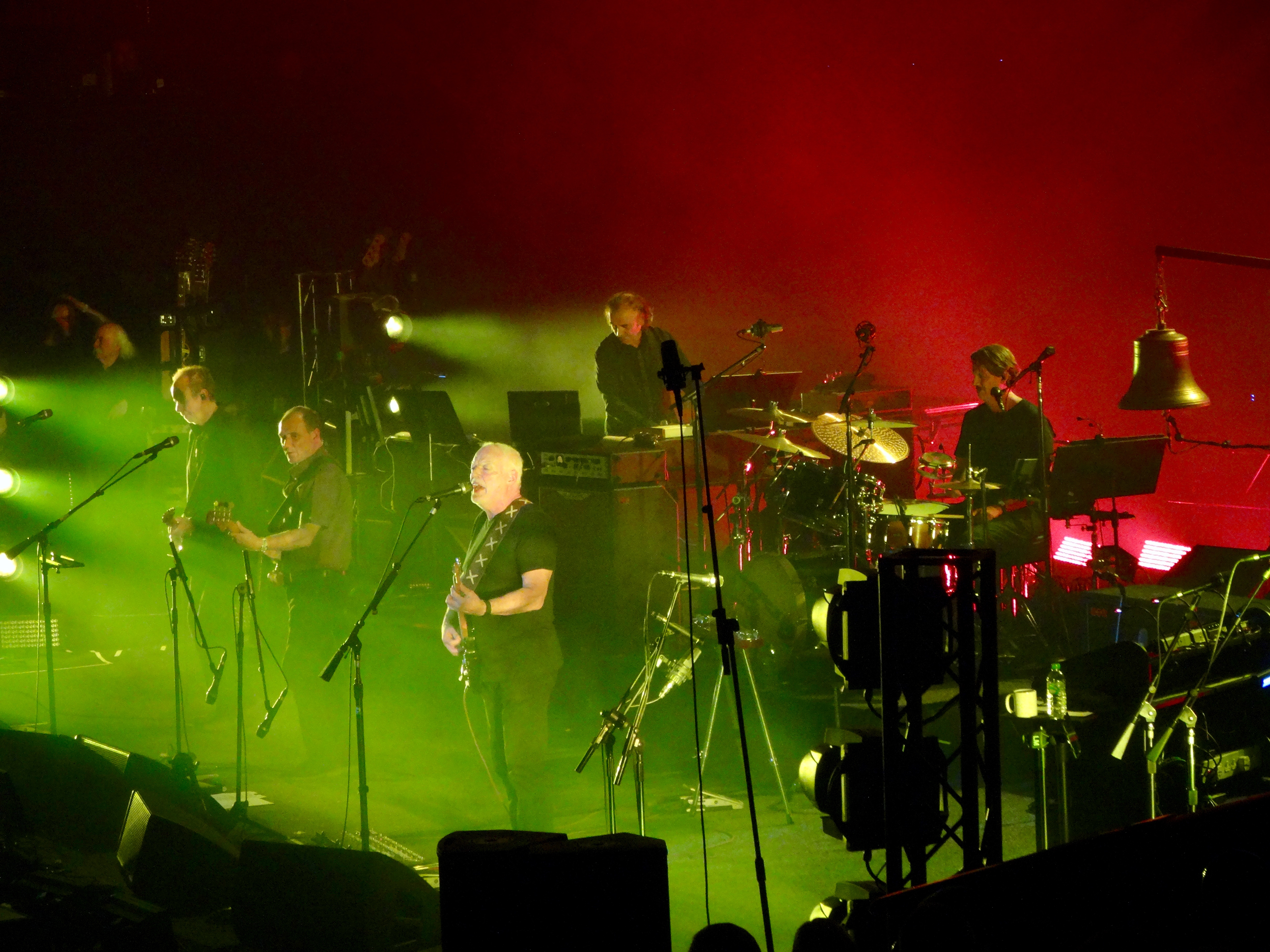
『飛翔』ライブ・ツアー (2015年)

2010年、イギリスでのチャリティ・ライブでロジャー・ウォーターズと共演して4曲を演奏。また、2011年3月12日にもロジャーのソロ・ツアー「The Wall Live」のO2アリーナ公演にて競演を果たしている。
2010年、ジ・オーブのアルバム『メタリック・スフィアーズ』の録音に、ギター／ボーカルとして参加。
同アルバムは2010年10月に発表された。
2010年12月、義理の息子のチャーリー・ギルモア（ポリー・サムスンの連れ子）が騒乱罪や公共物破損未遂などの容疑で逮捕された。政府の大学授業料値上げに反対するデモに参加した際、戦没者慰霊碑に掲げてあるイギリス国旗にぶら下がったり、チャールズ3世（当時皇太子）夫妻の車列にゴミ箱を投げつけるなど、破壊行為や窃盗行為で起訴された。翌年3月にはチャーリーに1年4か月の禁固刑の実刑判決が下された。
2015年、9年振りとなる新作『飛翔』を発表。第1弾シングル「ラトル・ザット・ロック」には刑務所の元受刑者による合唱団ザ・リバティ・クワイアが参加している。息子が服役した際に刑務所制度を見直したことがきっかけで実現したという。ギルモアはザ・リバティ・クワイアの後援者にもなっている。ワールドツアーを開催し、1971年以来のイタリア・ポンペイでライブ公演が実現、同市から名誉市民を授与された。

## 使用楽器
フェンダー・ストラトキャスター

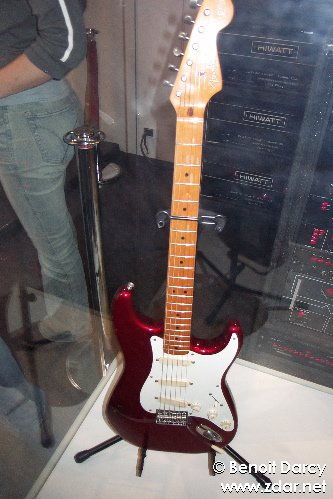
ストラトキャスター ギルモア・モデル

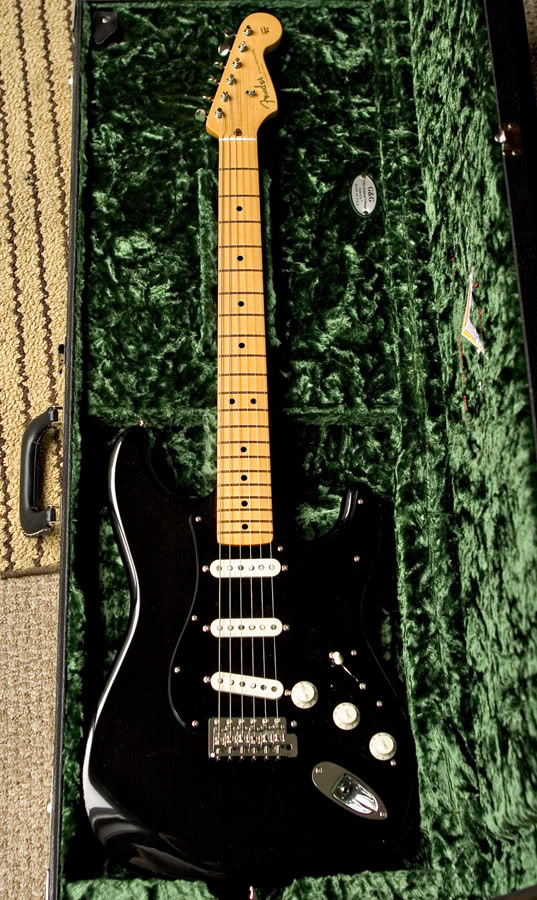
シグネチャー・モデル

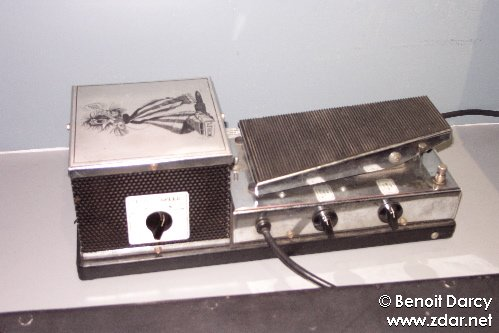
使用していた古きエフェクト機器

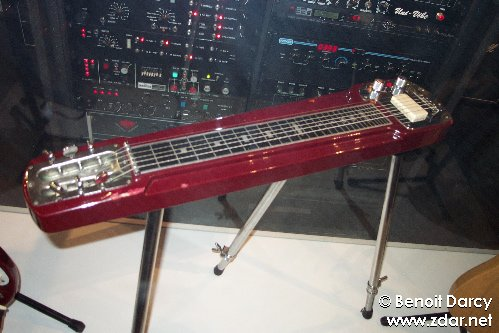
愛用していたラップ・スティール

- The Black Strat…1970年から現在まで使用されている。ネックやピックアップがよく交換される。1970年代初頭はラージヘッド・貼りメイプルネックの仕様だった。DVD『ピンク・フロイド・ライヴ・アット・ポンペイ』などで確認することができる。その後、1963年頃製のスモールヘッドのローズネック、1965年頃製のスモールヘッドの貼りメイプルネック、そして近年ではフェンダー・カスタム・ショップ製のスモール・ヘッド、メイプル1ピースネックが着けられている。1974年後半頃にブラックのピックガードに交換された。現在のボディは1969年製でオリジナルのサンバーストの上にブラックで塗装されている。1980年半ばに、一時ケーラーのトレモロユニットを取り付けていたことがあるが、後に元のシンクロナイズドトレモロに戻されている。その為、ブリッジ後方にケーラーのキャビティを埋めた埋め木の跡が見られる。またトレモロアームが通常のストラトキャスターの2/3程度の長さに切り詰められているのが特徴である。コントロールにはミニスイッチが増設され、これをONにするとフロントピックアップが常時可動状態になる。一時期、ハード・ロック・カフェに貸し出されていたが、ギルモアの手元に戻り、2000年代以降再びメインとして使用されている。
2008年9月にフェンダー・カスタムショップから、このギターをモデルにしたシグネチャーモデルが傷や埋め木の後などを精密に再現した「Relic」と、未使用状態で保管されていた状態を再現した「N.O.S」の2タイプが発売される。発売前のプロトタイプを同年6月15日に行われたライブの際「原子心母」で使用した。
- The Red Strat…1984年から現在まで使用され、ピンク・フロイドのライブ映像『光〜PERFECT LIVE!』や『驚異』などでメインとして使われているのが確認できる。1983年製のヴィンテージ'57リイシュー・モデル。メイプル1ピースネック、ボディはアルダー製で、カラーはキャンディ・アップル・レッド。ハード・ロック・カフェに貸し出されていたThe Black Stratがギルモアの手元に戻ったため、現在ではメインとして使用されておらず、2006年のツアー時には数曲での使用にとどまった。この個体の電気系統(EMGのSAピックアップ3個にEXGギターエキスパンダーとSPCプレゼンスコントロールの二つのプリアンプを組み込んだもの)はEMGよりシグネイチャーセット「DG20」として販売されている。
- ＃0001…1954年製のブロンド・フィニッシュ。ネック・ジョイントプレートのシリアルナンバーが#0001で、ゴールドパーツが使われている。1970年代後半に手に入れたとされ、近年では、2004年イギリスで行われたストラトキャスター50周年を祝うライブ『THE STRAT PACK』で使用された。DVD『ストラト・パック』などで確認できる。
- Cream No.2…1984年のソロツアーから1994年のツアーに使用されたクリーム・フィニッシュのストラト。No.2は、2008年5月にニューヨークのハードロックカフェにて行われるオークション『The Icons Of Music II Auction 』に出品された。ヴィンテージ'57リイシューのタイプでナンバーはV010612。赤いストラトキャスター同様、EMGのDG20サーキットが搭載されている。

そのほかにも数本所有している。
フェンダー・テレキャスター
- フェンダー・テレキャスター・カスタム…主に1974年～1977年のツアー時に使用した。スラブローズウッド指板、ボディカラーはサンバースト。当初はフロントピックアップがハムバッキングタイプだったが、シングルコイルタイプに換装された。
- ナチュラルカラー…1987〜1990年のツアー、1994年のツアーで「ラン・ライク・ヘル」を演奏の際に使用。メイプルネック、ブラックピックガード仕様。ピンク・フロイドのライブ映像『光〜PERFECT LIVE!』や『驚異』などで確認できる。
- ブロンドカラー…フェンダー・カスタム・ショップ製。メイプルネック、ホワイトピックガード。2006年ツアーで「アーノルド・レイン」や「デブでよろよろの太陽」などのピンク・フロイド初期の曲を演奏する際に主に使用。DVD『覇響』などで確認できる。

フェンダー・エスクワイヤー
1980年のツアーから現在まで使用されている。フロントピックアップを追加した2ピックアップの仕様である。2004年にアビーロード・スタジオで行われたライブを収めたDVD『トリビュート・トゥ・ザ・キング』などで確認できる。
ギブソン・レスポール
ゴールドトップ仕様でピックアップはP-90。『ザ・ウォール』発表後のツアーや2006年のツアーで使用。DVD『覇響』などで確認できる。ピンク・フロイドのアルバム『ザ・ウォール』収録曲「アナザー・ブリック・イン・ザ・ウォール（パート2）」のソロでも使われた。
この他にもスタインバーガーのGM2T、グレッチのDuo Jet等様々なギターを使用している。また、正確には使用機材ではないが、生前のジミ・ヘンドリックスが使用していたギターストラップを所持しており、ロジャー・ウォーターズが主導したザ・ウォールライブ等で使用している姿を見ることができる。これは自身への誕生日プレゼントとして妻から贈られたものである。柄から判断してヘンドリックスが1970年のアトランタ・ポップ・フェスティバルで使用していたものであると思われる。

## 主なセッション参加ミュージシャン
特にピンク・フロイド活動停止中の1980年代からは、フロイド以外にもスタジオ・ミュージシャンとして多くのセッションに参加している。ポール・マッカートニーはレコーディングのみならずツアーにも帯同。ケイト・ブッシュにはデビュー前からのバックアップを行っている。
- ポール・マッカートニー
- ウイングス
- ピート・タウンゼント
- ドリーム・アカデミー
- スーパートランプ

- ポール・ヤング
- ロイ・ハーパー
- ロバート・ワイアット
- アラン・パーソンズ
- フィル・マンザネラ

- ケイト・ブッシュ
- スノウィー・ホワイト
- プリティ・シングス
- ポール・ロジャース
- ブライアン・フェリー

- エルトン・ジョン
- ピーター・セテラ
- サム・ブラウン
- ウォーレン・ジヴォン
- B.B.キング

- リンゴ・スター
- ロウ
- リチャード・ライト
- シド・バレット

## ディスコグラフィ

### スタジオ・アルバム
- 『デヴィッド・ギルモア』 - David Gilmour (1978年) ※全英17位・全米29位
- 『狂気のプロフィール』 - About Face (1984年) ※全英21位・全米32位
- 『オン・アン・アイランド』 - On An Island (2006年) ※全英1位・全米6位
- 『飛翔』 - Rattle That Lock (2015年)
- Luck and Strange (2024年)

### ライブ・アルバム
- 『狂気の祭典 - ライヴ・イン・グダニスク』 - Live In Gdańsk (2008年) ※全英10位・全米26位
- 『ライヴ・アット・ポンペイ』 - Live At Pompeii (2017年)

### 映像作品
デヴィッド・ギルモア名義
- David Gilmour (1984年) ※日本未発売
- 『イン・コンサート』 - David Gilmour In Concert (2002年)
- 『覇響』 - Remember That Night: Live at the Royal Albert Hall (2007年)

参加作品
- ポール・マッカートニー : 『ライヴ・アット・キャバーン』 - Live at the Cavern Club (2000年) ※1999年収録。ギタリストとして参加
- ポール・マッカートニー : 『ザ・ペタ・コンサート・フォー・パーティー・アニマルズ』 - The PETA Concert for Party Animals (2001年) ※1999年収録。ギタリストとして参加
- Various Artists : 『トリビュート・トゥ・ザ・キング』 - A Tribute To The King (2005年) ※2004年収録。「ドント」を演奏
- Various Artists : 『ストラト・パック』 - The Strat Pack - Live In Concert (2005年) ※2004年収録。「孤立」「転生」「時のない世界」の3曲を演奏